# Cambodja op de Olympische Zomerspelen 1956
Cambodja debuteerde op de Olympische Spelen tijdens de Olympische Zomerspelen 1956. Cambodja nam enkel deel aan de paardensportonderdelen die werden gehouden in het Zweedse Stockholm, en stuurde geen deelnemers naar Melbourne, Australië waar later dat jaar de overige sporten werden beoefend.

## Deelnemers en resultaten
(m) = mannen, (v) = vrouwen 

### Paardensport
| Olympiër       | Discipline     | Resultaat      | Prestatie                                |
| Springconcours | Springconcours | Springconcours | Springconcours                           |
| -------------- | -------------- | -------------- | ---------------------------------------- |
| Isoup Ghanty   | individueel    | DNF            | 1ste ronde: 49ste met 108,50 strafpunten |
| Pen Saing      | individueel    | DNF            | 1ste ronde: 49ste met 108,50 strafpunten |

Afghanistan · Argentinië · Australië · Bahama's · België · Bermuda · Birma · Brazilië · Brits-Guiana · Bulgarije · Cambodja* · Canada · Ceylon · Chili · Colombia · Cuba · Denemarken · Duits eenheidsteam · Egypte* · Ethiopië · Fiji · Filipijnen · Finland · Frankrijk · Griekenland · Groot-Brittannië · Hongarije · Hongkong · Ierland · IJsland · India · Indonesië · Iran · Israël · Italië · Jamaica · Japan · Joegoslavië · Kenia · Liberia · Luxemburg · Malakka · Mexico · Nederland* · Nieuw-Zeeland · Nigeria · Noord-Borneo · Noorwegen · Oeganda · Oostenrijk · Pakistan · Peru · Polen · Portugal · Puerto Rico · Roemenië · Singapore · Sovjet-Unie · Spanje* · Taiwan · Thailand · Trinidad en Tobago · Tsjecho-Slowakije · Turkije · Uruguay · Venezuela · Verenigde Staten · Vietnam · Zuid-Afrika · Zuid-Korea · Zweden · Zwitserland*

*alleen deelgenomen in Stockholm